# Edificio Archivo General de la Nación
El Archivo General de la Nación es un edificio de estilo academicista, originalmente construido para el Banco Hipotecario Nacional, sobre la Avenida Leandro N. Alem, frente a la Plaza del Correo, en el barrio de San Nicolás, ciudad de Buenos Aires, Argentina.

## Historia
El Banco Hipotecario Nacional tuvo su casa matriz a partir de 1894 en el edificio de Paseo de Julio (hoy Avenida Leandro N. Alem) n.º 232 (con otra entrada por la calle 25 de Mayo). Por su tamaño insuficiente, fue comprado en 1913 el lote contiguo al norte (Paseo de Julio n.º 246). Se encargó el proyecto del anexo al ingeniero civil Arturo Prins, además perito del BHN.
Las obras comenzaron en 1914 y terminaron en 1920, aunque el edificio ya había sido habilitado parcialmente a inicio del año anterior.
Gracias a la ley 12.826, el Archivo General de la Nación pasó a ser propietario de los tres edificios del Banco Hipotecario Nacional (aunque sólo ocuparía el de Alem 246). Hasta entonces ocupaba el antiguo edificio que se había construido en 1862 para el Congreso de la Nación, en la calle Victoria (hoy Hipólito Yrigoyen) esquina Defensa. Por otra parte, el BHN pudo poseer el edificio del antiguo Congreso, para construir allí su nuevo edificio, que ocupó una manzana entera y se terminó recién en 1966, debido a las adquisiciones de todos los inmuebles de la manzana.
El traslado del AGN recién comenzó hacia 1950, durante la dirección de Héctor C. Quesada, y terminó durante la de Jacinto Yaben.
En 2012, durante la dirección de Juan Pablo Zabala, se abrió nuevamente al público la sala de exposiciones del edificio, que había permanecido cerrada desde la dictadura militar de 1976.
En 2014 se dio a conocer que "la Legislatura aprobó la creación de una nueva sede del Archivo General de la Nación en el predio donde funcionaba la cárcel de Caseros, ubicado en Parque Patricios ".

## Descripción

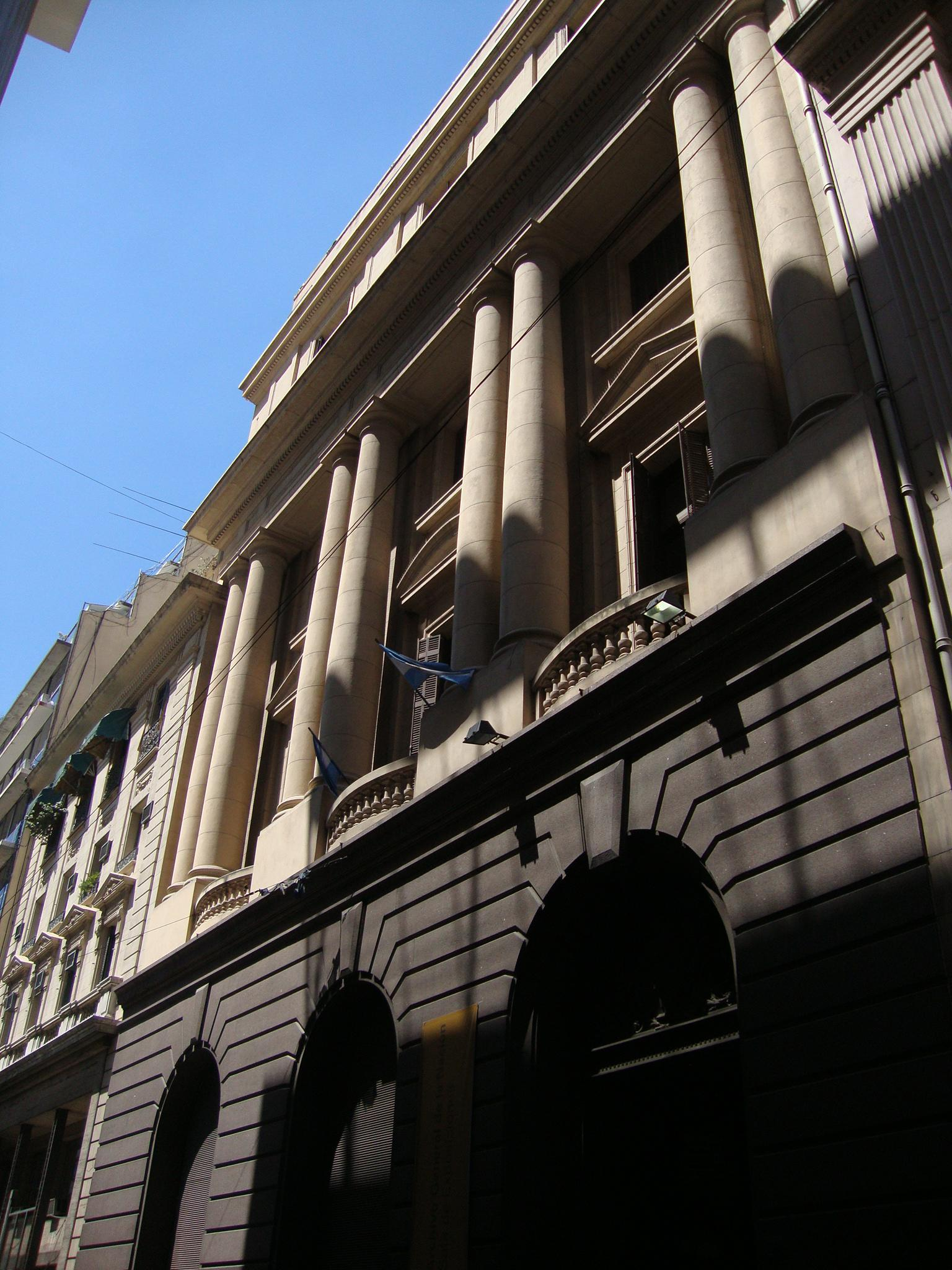
Fachada hacia la calle 25 de Mayo

El edificio proyectado por Prins tiene su entrada principal por la Av. Leandro N. Alem, con un cuerpo principal de planta baja y 8 pisos altos. Sin embargo, el terreno tiene salida por la calle paralela 25 de Mayo, con un frente de planta baja y 3 pisos. Su basamento está decorado con un almohadillado en granito y todo el resto de las fachadas están revestidas en símil piedra París.
En su centro posee un gran hall con galerías en los pisos superiores, hasta el 3.º, donde se encuentran el Archivo Gráfico y el Audiovisual.
Se ha resaltado desde hace décadas la inadecuación del edificio para el fin que se le impuso, especialmente con el aumento del archivo con el pasar de los años. Se estima que tan solo pueden tener uso efectivo unos 2.550 m², el 30% de la superficie total del inmueble. Por lo tanto, ya desde la década de 1980 se sugería el traslado del AGN al edificio de la Editorial ALEA (que editó el diario Democracia durante el gobierno de Juan Domingo Perón), ubicado en las calles Bouchard y Viamonte.
El ministro del interior de Carlos Menem, José Luis Manzano, tuvo entre sus planes concretar la remodelación del Edificio ALEA para alojar al Archivo General. El 30 de marzo de 1992 se firmó el decreto 535, que asignó definitivamente el inmueble para su nuevo fin y en 1994 se presentó el proyecto de remodelación, que finalmente fue abortado. En 1998 el edificio fue rematado y se transformó en el Bouchard 710.
En diciembre de 2011, durante la presidencia de Cristina Fernández de Kirchner el Ministerio del Interior llamó a un concurso de anteproyectos para la nueva sede del Archivo General de la Nación, a construirse finalmente en el predio de la ex Cárcel de Caseros, en Parque Patricios. Con apoyo de la Sociedad Central de Arquitectos y FADEA, la recepción de propuestas se extendió hasta abril de 2012, y en junio de ese año se publicaron los resultados.
Se eligió como ganador el proyecto de los arquitectos platenses Deschamps-Estremera-Gavernet, que propusieron un edificio de atención al público con acceso por la calle Rondeau y bloque para alojar los archivos y las oficinas de la institución, sobre la calle 15 de Noviembre, con la posibilidad de construcción en etapas gracias a su modulación. La nueva sede  estará conformada por dos bloques de ocho plantas, el primero de los cuales comenzará a ser construido en febrero de 2015. Esta primera etapa insumirá una inversión 25 millones de dólares, siendo la primera vez, no sólo en Argentina sino en todo el Cono Sur, que se construye un edificio pensando para albergar el archivo histórico de una Nación. El proyecto controla la variación desde los 8000 m² iniciales a los 35.000 finales a partir de la utilización del vacío-plaza propuesto en la esquina de la calle Pasco y 15 de Noviembre.

## Fuente
- Archivo General de la Nación (Varios); Archivo General de la Nación (1821 - 1996). Editorial Parthenon. 1996. Buenos Aires, Argentina.

- Datos: Q830676
- Multimedia: Edificio Archivo General de la Nación Argentina / Q830676